# Conleth
Conleth  è un nome proprio di persona irlandese maschile.

## Varianti
- Maschili: Conláed (irlandese antico)[1], Conley (forma anglicizzata)[1]

## Origine e diffusione
Continua l'antico nome irlandese Conláed, composto dai termini gaelici connla ("casto", "puro") e aodh ("fuoco", da cui viene anche il nome Aodh); il significato complessivo può essere interpretato come "fuoco casto".

## Onomastico
L'onomastico si può festeggiare il 3 o il 10 maggio in memoria di san Conláed, collaboratore di santa Brigida, vescovo di Kildare, il cui nome viene reso, in alcune agiografie italiane, come "Conlaedo".

## Persone
- Conleth Hill, attore britannico